# Монастьер-ди-Тревизо
Монастьер-ди-Тревизо (итал. Monastier di Treviso) — коммуна в Италии, располагается в провинции Тревизо области Венеция.
Население составляет 4352 человека, плотность населения составляет 142 чел./км². Занимает площадь 25 км². Почтовый индекс — 31050. Телефонный код — 0422.
Покровителем коммуны почитается святой Валентин Интерамнский, празднование 14 февраля.